# География Индии

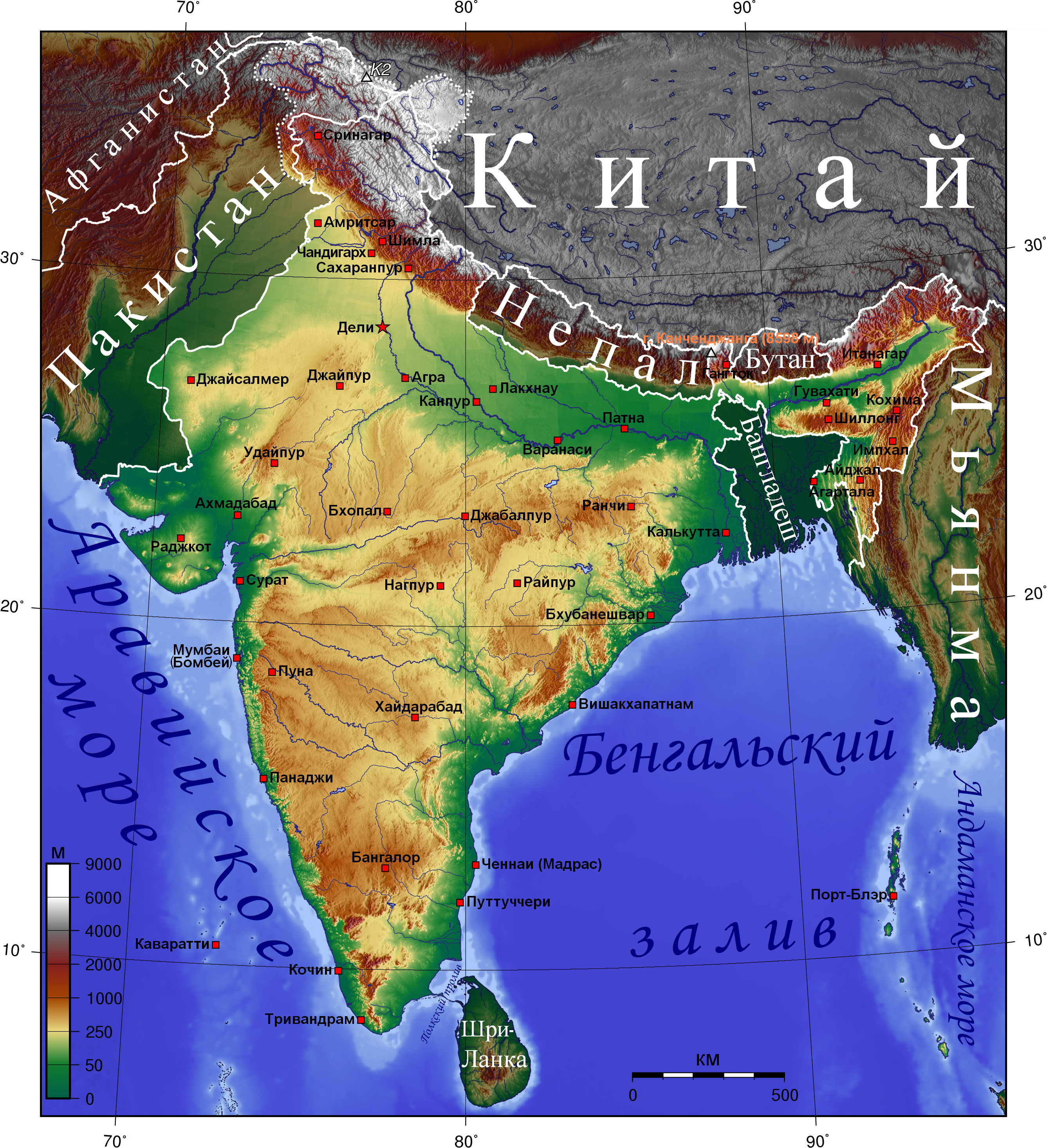
Топографическая карта Индии

Индия расположена в Южной Азии, большей частью на полуострове Индостан. Побережье Индии, длина которого составляет более 7 тыс. км, омывается водами Индийского океана — Бенгальским заливом с юго-востока и Аравийским морем с юго-запада. Площадь территории страны составляет 3 287 263 км², по этому показателю она занимает седьмое место в мире.
Индия расположена к северу от экватора между 6°44' и 35°30' северной широты и 68°7' и 97°25' восточной долготы.

## Геология
Бо́льшая часть Индии расположена в пределах докембрийской Индостанской плиты, которая слагает одноимённый полуостров и прилегающую к нему с севера Индо-Гангскую равнину и является частью Австралийской плиты.
Определяющие геологические процессы Индии начались 75 млн лет назад, когда индийский субконтинент, в то время являвшийся частью южного суперконтинента Гондваны, начал дрейфовать в северо-западном направлении через тогда ещё несуществовавший Индийский океан — процесс, который продолжался около 50 млн лет. Последовавшее за этим столкновение субконтинента с Евразийской плитой и его субдукция под ним привели к появлению Гималаев, самых высоких гор планеты, которые в настоящее время окружают Индию с севера и северо-востока. На бывшем морском дне, непосредственно к югу от появившихся Гималаев, в результате движения плит образовался огромный прогиб, который постепенно заполнился аллювием и превратился в современную Индо-Гангскую равнину. К западу от этой равнины, отделённая от неё горным хребтом Аравали, простирается пустыня Тар.
Изначальная Индостанская плита сохранилась до наших дней как полуостров Индостан, древнейшая и геологически наиболее устойчивая часть Индии, простирающаяся на север до горных хребтов Сатпура и Виндхья в центральной Индии. Эти параллельные горные хребты пролегают от побережья Аравийского моря в Гуджарате на западе до богатого каменным углём плоскогорья Чхота Нагпур в Джаркханде на востоке. Внутреннюю часть полуострова Индостан занимает плоскогорье Декан, разбитое сбросами на низкие и средневысотные горы со сглаженными вершинами и обширные плоские или волнистые плато, над которыми возвышаются холмы и столовые горы с обрывистыми склонами. К западу и востоку плоскогорье Декан повышается, образуя, соответственно, Западные и Восточные Гаты. Обращённые к морю склоны Гат — крутые, а обращённые к Декану — пологие, прорезанные речными долинами. На плоскогорье Декан расположены древнейшие горные образования Индии, некоторые возрастом более 1 млрд лет. Декан богат месторождениями железных, медных, марганцевых, вольфрамовых руд, бокситов, хромитов, слюды, золота, алмазов, редких и драгоценных камней, а также каменного угля, нефти и газа.

## Рельеф

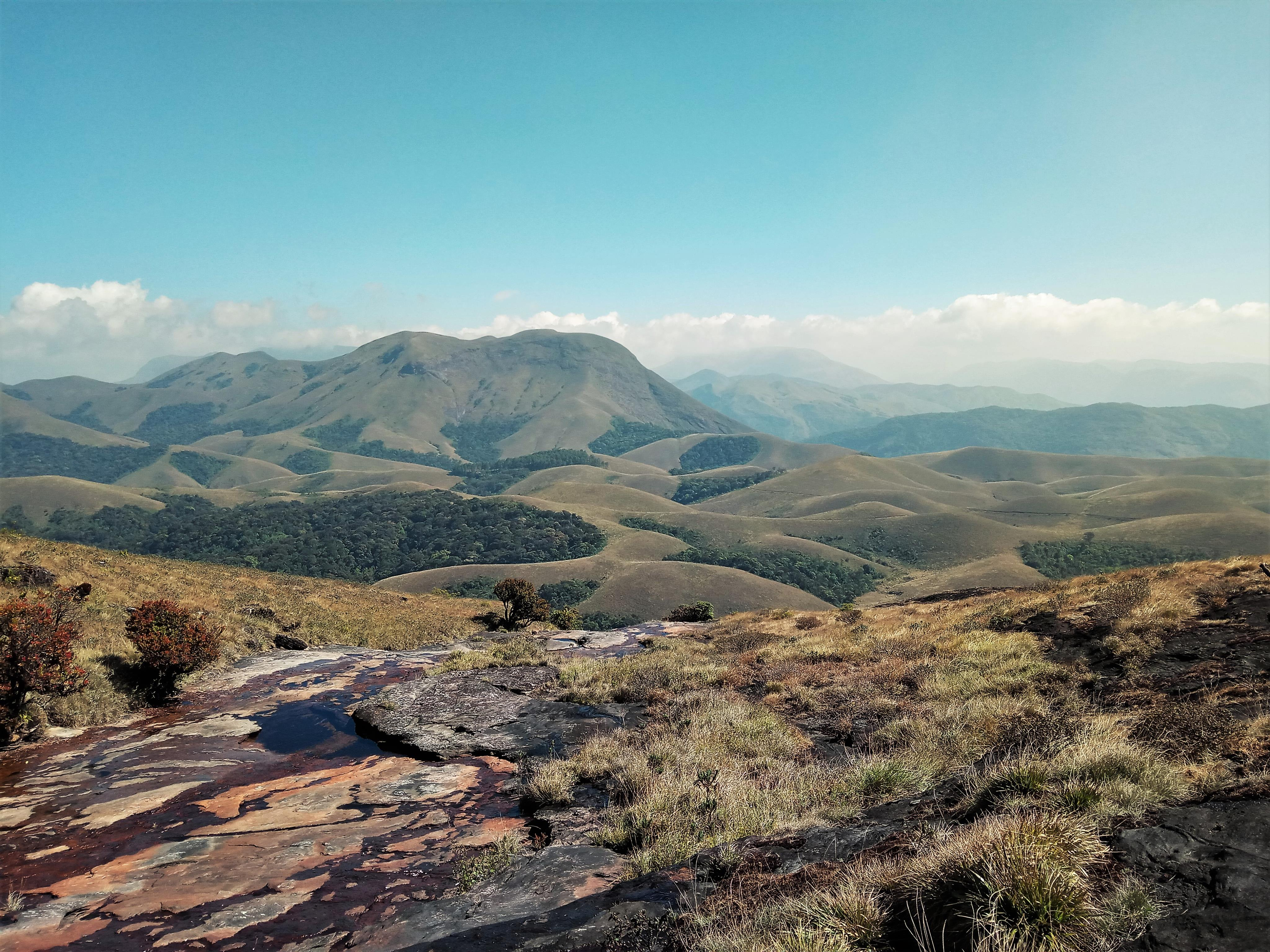
Западные Гаты

По территории Индии Гималаи протягиваются дугой с севера на северо-восток страны, являясь естественной границей с Китаем на трёх участках, прерываемых Непалом и Бутаном, между которыми, в штате Сикким, расположена высочайшая вершина Индии гора Канченджунга. Каракорум расположен на крайнем севере Индии в Ладакхе, в основном в той части Кашмира, которую удерживает Пакистан. В северо-восточном аппендиксе Индии расположены средневысотные Ассамо-Бирманские горы и плато Шиллонг.
Основные центры оледенения сосредоточены в Каракоруме и на южных склонах хребта Заскар в Гималаях. Питание ледников осуществляется за счёт снегопадов во время летних муссонов и метелевого переноса снега со склонов. Средняя высота снеговой линии понижается с 5300 м на западе до 4500 м на востоке. Вследствие глобального потепления ледники отступают.

## Гидрология

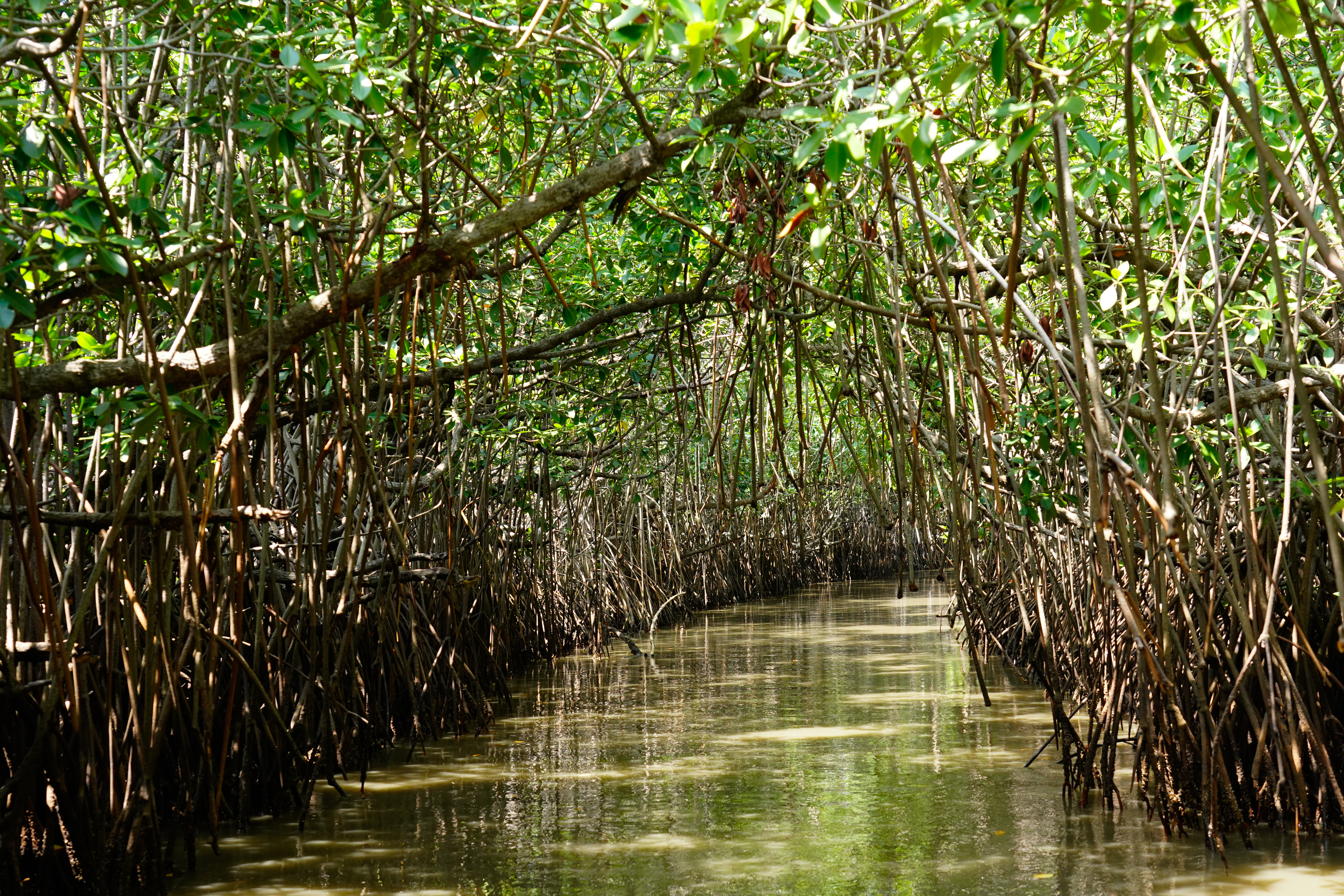
Мангры

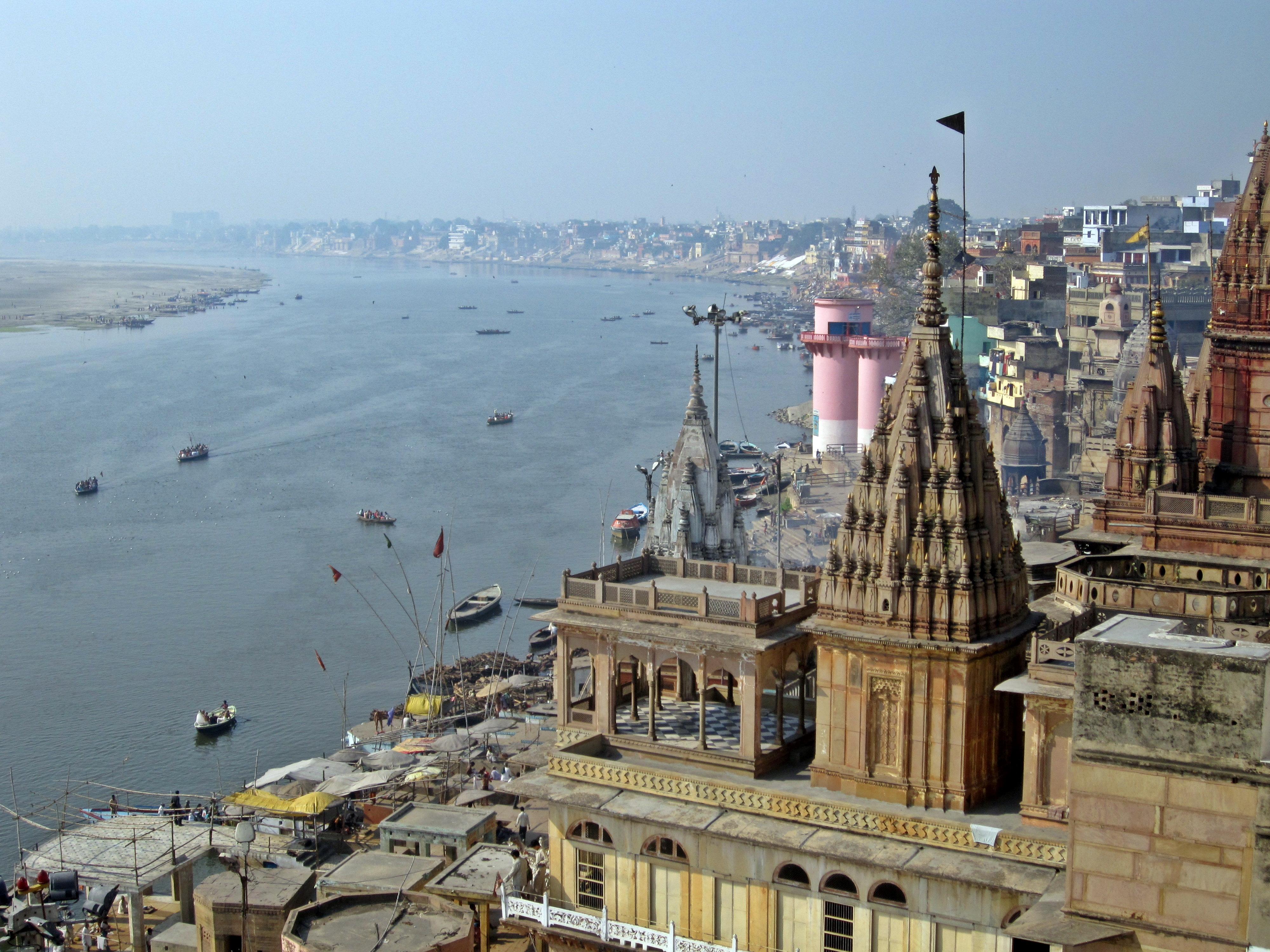
Ганг, текущий через Варанаси

Внутренние воды Индии представлены многочисленными реками, которые, в зависимости от характера питания, делятся на «гималайские»  — полноводные в течение всего года, со смешанным снегово-ледниковым и дождевым питанием — и «деканские», преимущественно с дождевым, муссонным питанием, большими колебаниями стока, паводком с июня по октябрь. На всех крупных реках летом наблюдается резкий подъём уровня воды, часто сопровождающийся наводнениями. Река Инд, давшая название стране, после раздела Британской Индии, оказалась бо́льшей частью в Пакистане.
Самые крупные реки, берущие своё начало в Гималаях и большей своей частью протекающие по территории Индии, — это Ганг и Брахмапутра; обе они впадают в Бенгальский залив. Главные притоки Ганга  — Ямуна и Коши. Их низкие берега каждый год становятся причиной катастрофических наводнений. Другие важные реки Индостана — это Годавари, Маханади, Кавери и Кришна, также впадающие в Бенгальский залив, а также Нармада и Тапти, впадающие в Аравийское море; крутой берег этих рек не даёт их водам разливаться. Многие из них имеют большое значение как источники орошения.
Значительных озёр в Индии нет. Чаще всего встречаются озёра-старицы в долинах крупных рек; есть также и ледниково-тектонические озёра в Гималаях. Самое крупное озеро Самбхар, расположенное в засушливом Раджастхане, используется для выпарки соли.

## Побережье
Длина береговой линии составляет 7 517 км, из которых, 5 423 км принадлежат континентальной Индии, и 2 094 км — Андаманским, Никобарским, и Лаккадивским островам. Побережье континентальной Индии имеет следующее строение: 43 % — песчаные пляжи, 11 %  — каменистый и скалистый берег, и 46 % — ватты или болотистый берег. Слабо расчленённые, низкие, песчаные берега почти не имеют удобных естественных гаваней, поэтому крупные порты расположены либо в устьях рек (Калькутта), либо устроены искусственно (Ченнай). Юг западного побережья Индостана называется Малабарским берегом, юг восточного побережья — Коромандельским берегом.
Наиболее замечательные прибрежные регионы Индии — это Большой Качский Ранн в Западной Индии и Сундарбан (заболоченные низовья дельты Ганга и Брахмапутры в Индии и Бангладеш). Частью Индии являются два архипелага: коралловые атоллы Лакшадвип к западу от Малабарского берега и Андаманские и Никобарские острова — цепь вулканических островов в Андаманском море.

## Климат

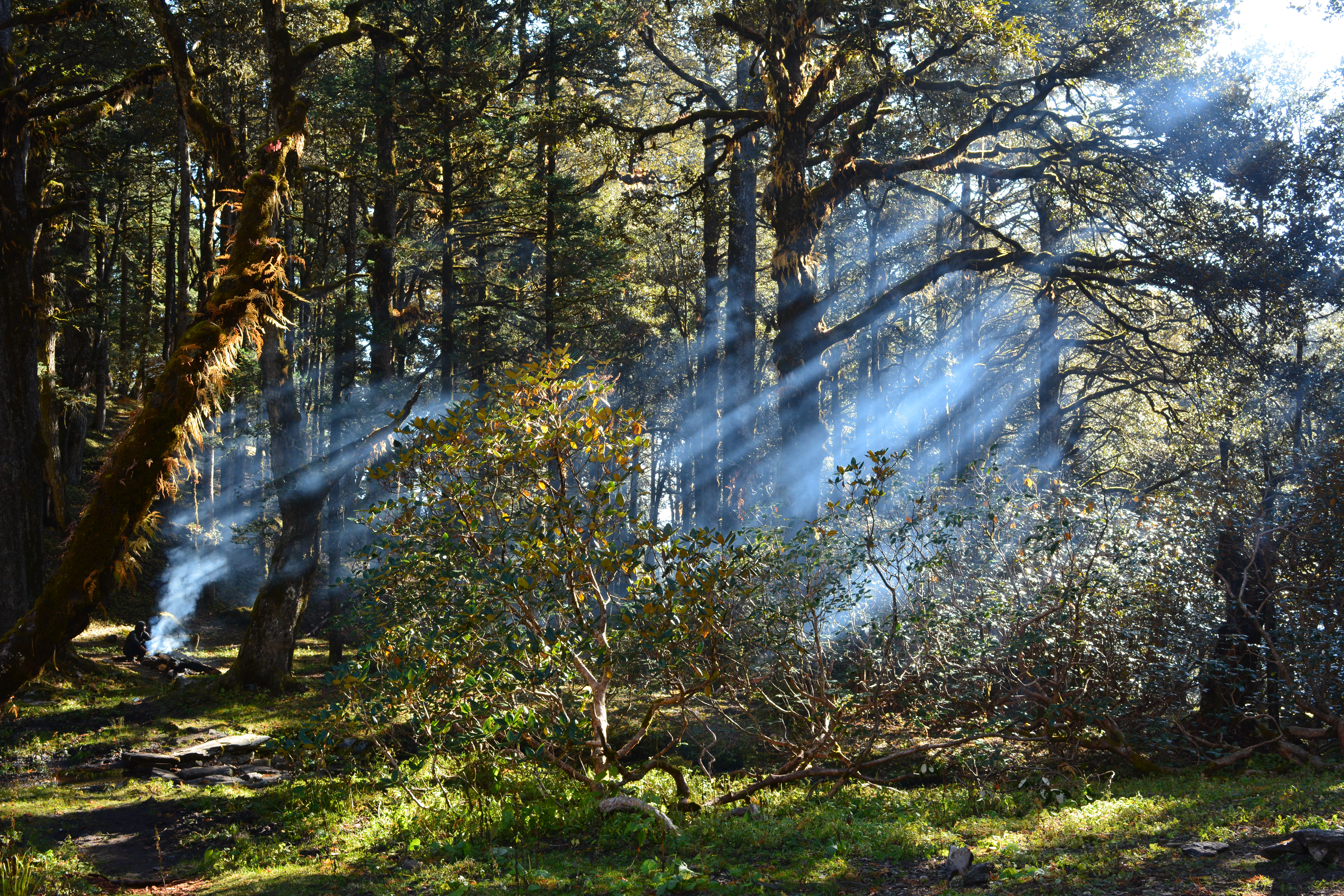
Лес в Уттаракханде

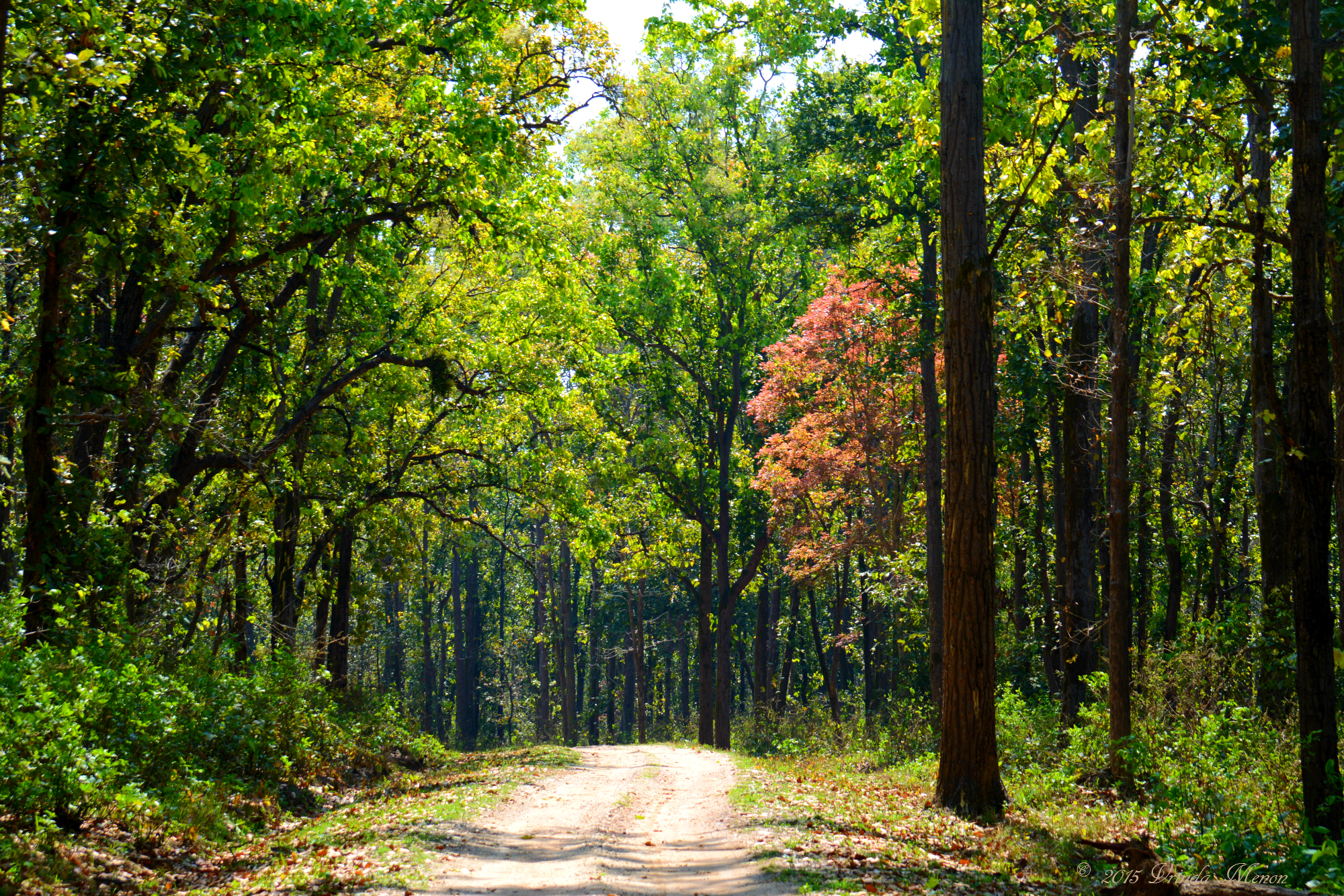
Лиственный лес в Индии

На климат Индии оказывают сильное влияние Гималаи и пустыня Тар, вызывая муссоны. Гималаи служат преградой холодным центрально-азиатским ветрам, таким образом делая климат на большей части Индостана более тёплым, чем на тех же широтах в других регионах планеты. Пустыня Тар играет ключевую роль в привлечении влажных юго-западных ветров летнего муссона, которые в период с июня по октябрь обеспечивают большую часть Индии дождём. В Индии преобладают четыре основных климата: влажный тропический, сухой тропический, субтропический муссонный и высокогорный.
На большей части территории Индии выделяются три сезона: жаркий и влажный с господством юго-западного муссона (июнь — октябрь); относительно прохладный и сухой с преобладанием северо-восточного пассата (ноябрь — февраль); очень жаркий и сухой переходный (март — май). В течение влажного сезона выпадает свыше 80 % годовой суммы осадков. Наиболее увлажнены наветренные склоны Западных Гат и Гималаев (до 6000 мм в год), а на склонах плато Шиллонг находится самое дождливое место на Земле — Черрапунджи (около 12000 мм). Наиболее сухие районы — западная часть Индо-Гангской равнины (менее 100 мм в пустыне Тар, сухой период длится 9-10 месяцев) и центральная часть Индостана (300—500 мм, сухой период длится 8-9 месяцев).
Количество осадков сильно колеблется в разные годы. На равнинах средняя температура января возрастает с севера на юг от 15 до 27 °C, в мае — повсеместно 28-35 °С, иногда доходя до 45-48 °С. Во влажный период на большей части страны температуры равны 28 °C. В горах на высоте 1500 м — −1 °C в январе, в июле — 23 °C, на высоте 3500 м, соответственно, — −8 °C и 18 °C.